# Старобелицкий сельсовет (Гомельская область)
Старобелицкий сельсовет (бел. Старабе́ліцкі сельсавет) — упразднённая административная единица на территории Гомельского района Гомельской области Республики Беларусь.

## История
Старобелицкий сельский Совет с центром в деревне Старая Белица была образован в 1919 году.
Названия:
- с 1919 — Старобелицкий сельский Совет рабочих, крестьянских и красноармейских депутатов
- с 5.12.1936 — Старобелицкий сельский Совет депутатов трудящихся
- с 7.10.1977 — Старобелицкий сельский Совет народных депутатов
- с 15.3.1994 — Старобелицкий сельский Совет депутатов[2].

Административная подчинённость:
- с 1919 — в Телешевской волости Гомельского уезда
- с 9.5.1923 — в Уваровичской волости Гомельского уезда
- с 8.12.1926 — в Уваровичском районе
- с 17.4.1962 — в Гомельском районе[2].

Упразднён решением Гомельского областного Совета депутатов 26 сентября 2006 г. № 295, населённые пункты включены в состав Урицкого сельсовета.

## Состав
Старобелицкий сельсовет включал 6 населённых пунктов:
- Александровка — посёлок
- Алексеевка — посёлок
- Галеевка — деревня
- Зелёные Луки — деревня
- Островы — деревня
- Старая Белица — деревня

Все населённые пункты вошли в состав Урицкого сельсовета.